# Каррі (округ, Орегон)
Шаблон:StateAbbr_ 42°28′48″ пн. ш. 124°08′12″ зх. д. / 42.48° пн. ш. 124.13666666667° зх. д.
Округ  Каррі (англ. Curry County) — округ (графство) у штаті  Орегон, США. Ідентифікатор округу 41015.

## Історія
Округ утворений 1855 року.

## Демографія
За даними перепису 
2000 року 
загальне населення округу становило 21137 осіб, зокрема міського населення було 10030, а сільського — 11107.
Серед мешканців округу чоловіків було 10385, а жінок — 10752. В окрузі було 9543 домогосподарства, 6180 родин, які мешкали в 11406 будинках.
Середній розмір родини становив 2,66.
Віковий розподіл населення поданий у таблиці:
| Стать    | До 15 років | 15-21 | 22-29 | 30-39 | 40-49 | 50-65 | 65-85 | Понад 85 |
| -------- | ----------- | ----- | ----- | ----- | ----- | ----- | ----- | -------- |
| Чоловіки | 1686        | 728   | 521   | 1045  | 1508  | 2156  | 2502  | 239      |
| Жінки    | 1588        | 684   | 547   | 1002  | 1619  | 2425  | 2570  | 317      |

## Суміжні округи
- Кус — північ
- Дуглас — північний схід
- Джозефін — схід
- Дель-Норте, Каліфорнія — південь

## Виноски
1. ↑  U.S. Decennial Census. United States Census Bureau. Архів оригіналу за 26 квітня 2015. Процитовано 25 лютого 2015.
2. ↑  Historical Census Browser. University of Virginia Library. Архів оригіналу за 11 серпня 2012. Процитовано 25 лютого 2015.
3. ↑  Forstall, Richard L., ред. (27 березня 1995). Population of Counties by Decennial Census: 1900 to 1990. United States Census Bureau. Архів оригіналу за 19 лютого 2015. Процитовано 25 лютого 2015.
4. ↑  Census 2000 PHC-T-4. Ranking Tables for Counties: 1990 and 2000 (PDF). United States Census Bureau. 2 квітня 2001. Архів оригіналу (PDF) за 18 грудня 2014. Процитовано 25 лютого 2015.
5. ↑  State & County QuickFacts. United States Census Bureau. Архів оригіналу за 28 лютого 2016. Процитовано 14 листопада 2013.(англ.) Наведено за англійською вікіпедією.
6. ↑  American FactFinder. Бюро перепису населення США. Архів оригіналу за 29 липня 2011. Процитовано 31 січня 2008.

| США | Це незавершена стаття з географії США. Ви можете допомогти проєкту, виправивши або дописавши її. |